# رقص هیپ هاپ
رقص هیپ هاپ به نوعی رقص گفته می‌شود که همراه با موسیقی هیپ هاپ انجام گرفته و بخشی از فرهنگ هیپ هاپ محسوب می‌گردد. این نوع رقص در دههٔ هفتاد میلادی توسط سیاه‌پوستان امریکایی ابداع گردید. آنچه این نوع رقص را از دیگر رقص‌ها متمایز می‌سازد طبیعت آزاد و خلاقانهٔ آن است. رقاصان این سبک معمولاً در رقابت‌های مختلفی شرکت کرده و حرکات جدید ابداعی خود را به نمایش می‌گذارند.

## تاریخچه
در حدود سی سال پیش، و پس از پیدایش اولین گروه‌های حرفه‌ای رقص بریک، و در دههٔ هفتاد میلادی، رقص هیپ هاپ در میان جهانیان شناخته شد. اولین گروه‌هایی که بیش از همه بر روی این سبک تأثیر گذاردند شامل Rock Steady Crew، The Lockers و Electric Boogaloos می‌شود. هم‌زمان با رشد و فراگیر شدن موسیقی هیپ هاپ، رقص مختص آن نیز پیشرفت کرده و با الهام از سبک‌هایی همچون funk توانست جایگاه خود را در میان گروه‌های حرفه‌ای بیابد. در آن زمان، استودیوهایی که به کسب و کار رقص اشتغال داشتند این نوع رقص را سبک جدید یا جاز/فانک می‌نامیدند. کم کم این نوع رقص توسط رقاصان حرفه‌ای و آموزش دیده توسعه پیدا کرد. به همین دلیل امروزه رقص هیپ‌هاپ هم از نوع استودیویی و هم در خیابان و فضای باز اجرا می‌گردد.

## سبک‌ها
سبک‌های اصلی رقص هیپ‌هاپ شامل هیپ هاپ که هیپ هاپ دنس را بر روی هیپ هاپ موزیک انجام می‌دهند که در این نوع دنس روی ریتم موزیک رقصیدن خیلی مهم است و از ویژگی‌های مهم ای دنس محسوب می‌شود. (بعضی افراد فکر می‌کنند هیپ هاپ دنس همان بریک دنس است ولی این دو از هم جدا هستند) ، لاک (که همان پاپی دنس هم می‌گویند یا همان رباتی و عروسکی) و پامپ می‌گردد. بریک جدا از هیپ هاپ دنس است ولی در دنس‌های تیمی میتوان با هم از این دو دنس استفاده کرد و بریک دنس به قدرت بدنی بیشتری نسبت به سایر دنس‌ها نیاز دارد. این سبک‌ها از قدیمی‌ترین سبک‌های این رقص محسوب شده، و در مسابقات جهانی این سبک اجرا می‌گردند. و به تمامی دنس‌های زیر شاخه هیپ هاپ رقص خیابانی هم میگوند.

### بریک

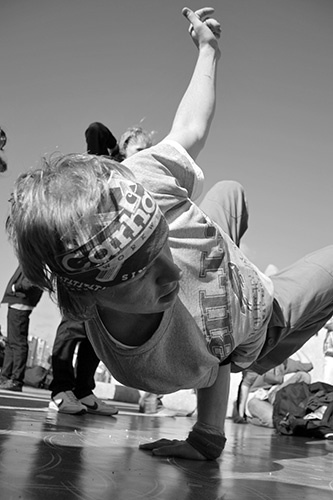
یک بی‌بوی در حال اجرای رقص بریک - سال ۲۰۰۶ - مسکو

در دههٔ ۱۹۷۰ میلادی، رقص بریک در نیویورک ابداع گردید. پیش از آنکه اصلاحاتی همچون رقص هیپ‌هاپ یا رقص بریک پدید آیند، به اجراکنندهٔ این نوع رقص بی‌بوی (B-Boy) گفته می‌شد. بی‌بوی (یا در صورت مونث بودن اجراکننده، بی‌گرل B-Girl) شخصی بود که این نوع رقص را در خیابان و معمولاً برای خودنمایی اجرا می‌کرد.بریک دنس به قدرت بدنی بیشتری نسبت به سایر دنس‌ها نیاز دارد. این سبک رقص شامل حرکات روی زمین می‌شود که شامل حفظ تعادل روی یک دست یا روی سر، یا حرکات آکروباتیک و غیره روی زمین است.

### لاک
رقص لاک برای اولین بار در لس آنجلس توسط گروه The Lockers ابداع شده، و به نام آن‌ها نیز نام‌گذاری گشت. این سبک رقص شامل توقف‌های ناگهانی در میان حرکات سریع می‌شود، و حالتی ربات مانند را به بیننده القا می‌کند.